# Costano
Costano è una frazione di 782 abitanti del comune di Bastia Umbra  nella provincia di Perugia in Umbria.
A circa 4 km a sud del capoluogo, si trova a 191 m s.l.m. ed è popolato da 782 abitanti (dati censimento Istat 2001).

## Storia
Il nome deriva dal latino costa, perché il paese sorge lungo la scarpata fluviale dell'antico corso del fiume Chiascio. Nel significato più esteso, dunque, Costanum sta ad indicare il concetto di "terra lungo la scarpata". Proprio in questa zona, nel III secolo, fu martirizzato san Rufino, primo vescovo della città di Assisi: inviso ai dominatori romani per la sua opera di evangelizzazione, venne annegato nel fiume legandogli al collo una macina in pietra. Le sue spoglie vennero conservate e venerate in questo luogo, fino al V secolo quando furono traslate nella città di Assisi.
Intorno al 1403 l'aspetto di Costano era quello di un castello, evolutosi a partire da un fortilizio esistente sin dal XIV secolo, che si trovava proprio al confine tra le terre di Perugia e quelle d'Assisi.
Nel 1817, per ordine diretto dello Stato Pontificio, Costano passò dal contado di Assisi a quello della ricostituita Bastia Umbra, in maniera definitiva. Costano è conosciuta per la produzione della porchetta.

## Monumenti e luoghi d'arte

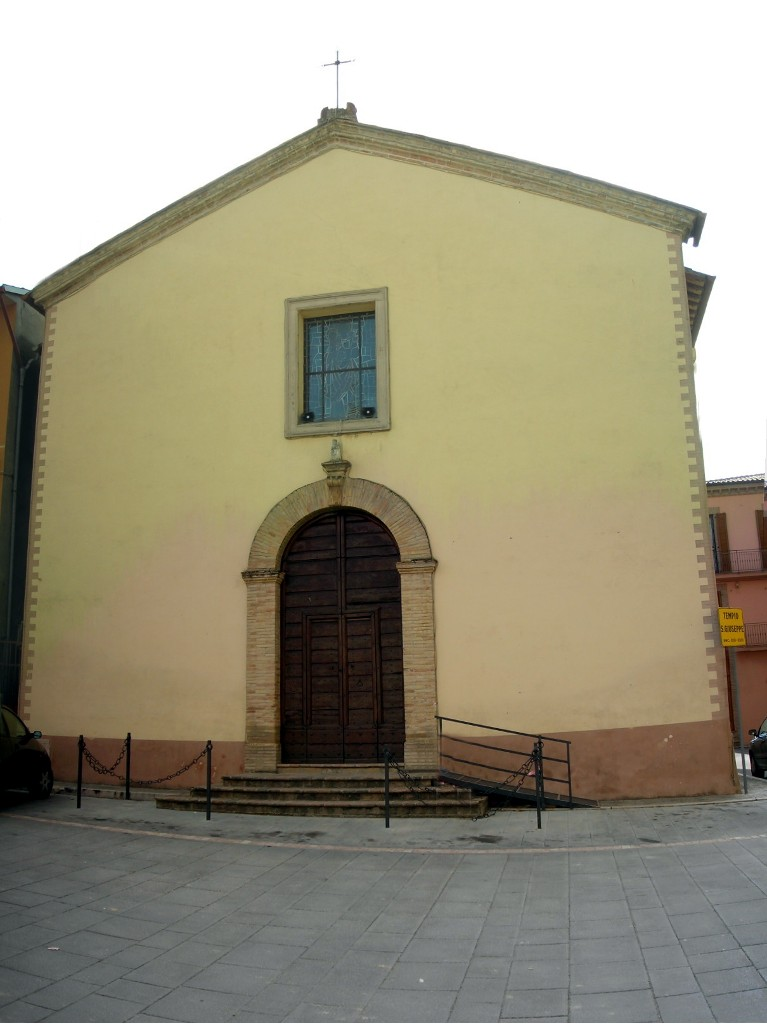
Il tempio di San Giuseppe.

- Santuario del SS. Crocifisso (XIV secolo), contenente un affresco coevo ed un cippo funerario del III secolo, trovato nei pressi; secondo la leggenda, la pietra monolitica che fa da altare all'interno del tempio è la stessa pietra che sarebbe stata utilizzata per il martirio di S. Rufino di Assisi avvenuto proprio a Costano.
- Chiesa di S. Giuseppe (1680), contenente un affresco del 1400;
- Chiesa di S. Francescuccio o S. Francesco dei Mietitori (XIII secolo), che secondo la tradizione locale è stata costruita nei pressi del luogo ove il santo fece miracolosamente sgorgare una fonte d'acqua per dissetare i contadini al lavoro nei campi.

## Economia

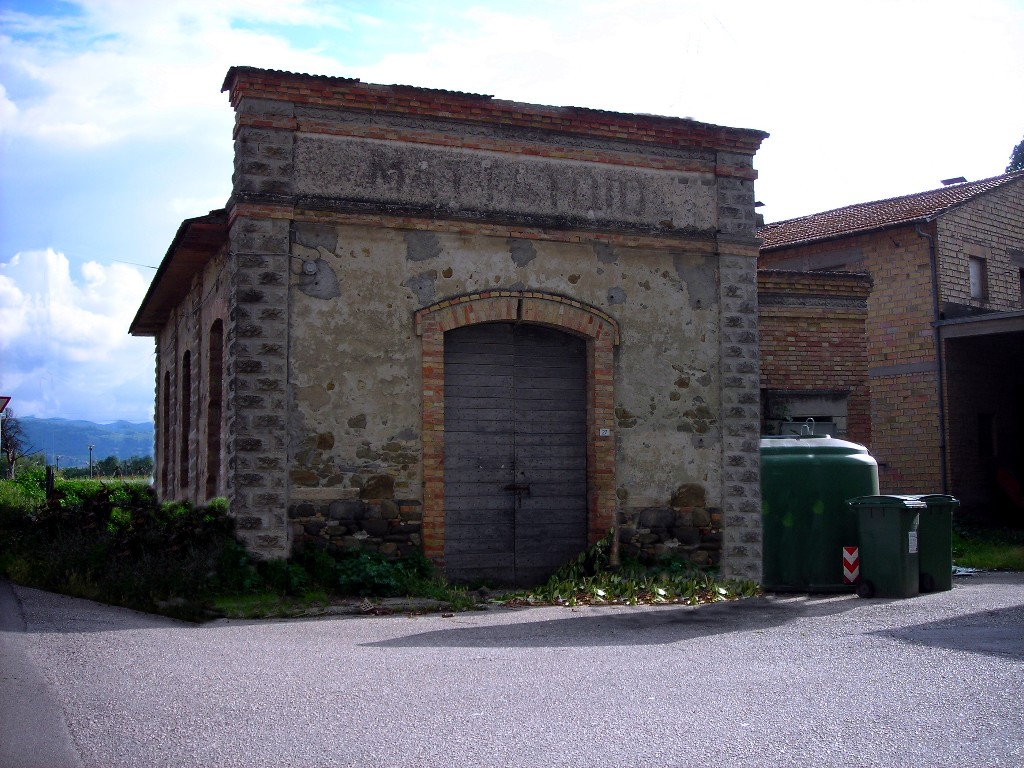
Il vecchio mattatoio.

A partire dagli anni cinquanta si ebbe lo sviluppo di numerosi allevamenti suini; la zona di Costano è infatti nota in tutta la regione per essere la patria dei porchettari, ossia di diverse aziende che producono il classico maialino arrosto secondo la ricetta umbra, venduto in occasione di mercati, sagre, e manifestazione dai caratteristici ambulanti con i loro furgoncini bianchi.
La zona è anche stata nota in passato per la buona produzione artigianale di carri e botti.

## Manifestazioni
- Sagra della porchetta nella seconda metà di agosto.

## Sport

### Calcio
La squadra di calcio è l' A.S.D. Costano che milita in Prima Categoria.